# District de Hohenschönhausen
Le district de Hohenschönhausen [ˈhoːənˌʃøːnˈhaʊ̯zn̩]  est l'une des anciennes subdivision administratives de Berlin créée en 1985 avec les quartiers est du District de Weißensee qui faisait alors partie du secteur d'occupation soviétique de Berlin-Est, qui correspondait alors aux actuels quartiers de :
- 1104 Falkenberg
- 1106 Malchow
- 1107 Wartenberg
- 1109 Neu-Hohenschönhausen
- 1110 Alt-Hohenschönhausen

Lors de la réforme de 2001, le district sera regroupé avec celui de Lichtenberg pour former l'arrondissement de Lichtenberg.